# IMC Weekendschool
IMC Weekendschool geeft aanvullend onderwijs op zondag aan kinderen, van 10 tot 15 jaar, uit sociaal-economisch achtergestelde wijken. De vakken op de weekendschool worden aangeboden door professionals. Zij doen dit op vrijwillige basis. De IMC Weekendschoolvakken zijn gerelateerd aan beroepsvelden uit de wereld van kunst, cultuur en wetenschap.
Doel van de school is het zelfvertrouwen en de toekomstperspectieven van de weekendschoolleerlingen te vergroten. De kinderen volgen een curriculum van drie jaar.
In 1998 startte Heleen Terwijn een eerste weekendklasje in het academisch ziekenhuis in Amsterdam-Zuidoost. Donateur en naamgever IMC Financial Markets is een beurshandelshuis. De weekendschool ontvangt tevens donaties vanuit de Postcodeloterij.
In Amsterdam heeft IMC Weekendschool drie vestigingen (Zuidoost, Noord en West) en sinds 15 januari 2006 heeft zij haar deuren geopend voor kinderen in Utrecht, Rotterdam, Den Haag, Nijmegen, en Tilburg. Na 2008 is er ook een weekendschool in Groningen geopend.
In 2011 inspireerde deze onderwijsvorm Sofie Foets om in Brussel te starten met ToekomstATELIERdelAvenir.